# Ophelia barquii
Ophelia barquii är en ringmaskart som beskrevs av Fauvel 1927. Ophelia barquii ingår i släktet Ophelia, och familjen Opheliidae. Arten har ej påträffats i Sverige.